# 콘스탄티노폴리스의 스테파노스 2세
아마세이아의 스테파노스 2세(그리스어: Στέφανος Β', ? ~ 928년 7월 18일)는 925년 6월 29일부터 928년 7월 18일까지 콘스탄티노폴리스 세계총대주교였다. 그는 교황 니콜라오 1세가 사망한 후 로마노스의 아들인 테오필락토스가 그 자리를 차지할 수 있을 만큼 나이가 들 때까지 임시 변통으로 로마노스 1세 레카페노스에 의해 임명된 것으로 보인다. 스티븐 런치만은 그를 "의도적인 비실체"라고 부른다. 그는 7월 18일에 기념되는 성인이다.